# Ça c'est la vie
Pour plus de détails, voir Fiche technique et Distribution.
Ça c'est la vie est un film français de court métrage écrit et réalisé par Claude Choublier, sorti en 1962.

## Fiche technique
- Titre : Ça c'est la vie
- Réalisation : Claude Choublier
- Scénario : Claude Choublier
- Photographie : Pierre Lhomme
- Montage : Hélène Plemiannikov[1]
- Production : Roger Vadim
- Société de production : Les Films du Saphrène
- Pays d'origine :  France
- Format : Court métrage - couleur - 35 mm - 1,66:1 - son mono
- Genre : comédie
- Durée : 18 minutes
- Date de sortie : 5 septembre 1962

## Distribution
- Serge Marquand : le jeune employé
- Juliette Mayniel
- Catherine Deneuve